# Emedastyna
Emedastyna (łac. emedastinum) – organiczny związek chemiczny, antagonista receptora H1 II generacji, stosowany w sezonowym alergicznym zapaleniu spojówek.

## Mechanizm działania
Emedastyna jest bardzo silnym, wybiórczym blokerem receptora histaminowego H1, przeznaczonym wyłącznie do podawania miejscowego. Badania wykazały, że lek ten charakteryzuje się ponad 10 000 razy większym powinowactwem do receptorów H1 niż w stosunku do pozostałych dwóch: H2 i H3.
Emedastyna, podana do oka, hamuje przepuszczalność naczyń spojówki zależną od histaminy, eliminując lub zmniejszając w ten sposób objawy alergiczne. Lek nie wykazuje żadnego działania wobec receptorów adrenergicznych, dopaminergicznych i serotoninowych.

## Wskazania
Leczenie objawów sezonowego alergicznego zapalenia spojówki.

## Farmakokinetyka
Emedastyna wchłania się z oka w niewielkich ilościach, osiągając stężenie we krwi przeważnie poniżej wartości wykrywalnych. Okres półtrwania wynosi około 10 h. Lek metabolizowany jest w wątrobie do 5 metabolitów: 5- i 6-hydroksyemedastyny, ich 5′-oksopochodnych oraz do N-tlenku emedastyny. 44% dawki jest wydalane w ciągu doby z moczem, tylko w 3,6% w formie niezmienionej.

## Przeciwwskazania
- nadwrażliwość na emedastynę
- wiek powyżej 65 roku życia (ze względu na brak badań klinicznych w tej grupie)
- osoby z niewydolność wątroby lub nerek (jw.)

## Ostrzeżenia specjalne
Zawarty w preparacie chlorek benzalkoniowy może wywołać keratopatię punktowatą i/lub toksyczną wrzodziejącą keratopatię. Ponadto wspomniana substancja może przebarwiać miękkie soczewki kontaktowe.

## Interakcje
Wydaje się, że emedastyna nie wchodzi w interakcje z innymi lekami, zarówno tymi podawanymi ogólnie, jak i dospojówkowo. Brak jednak badań dotyczących tego zagadnienia.

## Działania uboczne
Emedastyna może powodować powstawanie nacieków na rogówce. Należy w takim wypadku natychmiast przerwać podawanie leku i wdrożyć odpowiednie leczenie.
Emedastyna wywołuje niewiele objawów niepożądanych, które związane są głównie z miejscem podawania. Może wystąpić:
- ból i podrażnienie oka
- zaburzenia widzenia
- suchość i świąd oka
- nadmierne łzawienie
- przekrwienie spojówki i przebarwienia rogówki.

Pojawić się również mogą bóle głowy oraz reakcje uczuleniowe.

## Preparaty
- Emadine (Alcon Laboratories) – wkraplacz o pojemności 5 ml zawierający emedastynę w postaci difumaranu, w ilości 0,5 mg/ml